# L. Bistrupgletsjer
De L. Bistrupgletsjer (Deens: L. Bistrup Bræ) is een zeer grote gletsjer in Nationaal park Noordoost-Groenland in het oosten van Groenland. 

## Geografie
De gletsjer is zuid-noord georiënteerd en heeft een lengte van meer dan 120 kilometer. Op z'n smalst is de gletsjer meer dan 20 kilometer breed. Ze mondt in het noorden uit in de Borgfjorden, een zijtak van de Dove Bugt. Kleinere takken van de gletsjer monden aan de noordoostzijde uit in het Bræfjorden en het Bagfjorden.
Ten oosten van de gletsjer liggen het Koningin Margrethe II-land, (verder oostwaarts) het Ad. S. Jensenland, het Rechnitzerland en het eiland Lindhard Ø. ten noordoosten van de gletsjertong ligt het Daniel Bruunland.

## Gletsjers
Aan de oostzijde takt de Soranergletsjer gletsjer in noordoostelijke richting van de L. Bistrupgletsjer af. Vanuit het westen komen de A.B. Drachmanngletsjer en de Budolfi Isstrømgletsjer die zich samenvoegen met de L. Bistrupgletsjer.
Ten noorden van de L. Bistrupgletsjer monden de Borgjøkelengletsjer en de Storstrømmengletsjer uit in hetzelfde fjord.
Ten zuidoosten van de L. Bistrupgletsjer liggen onder andere de Stormgletsjer en de Ejnar Mikkelsengletsjer en ten noordwesten de Borgjøkelengletsjer. Ten noordwesten van de L. Bistrupgletsjer liggen onder andere de A.B. Drachmanngletsjer, Budolfi Isstrømgletsjer, Ebbegletsjer, Ejnargletsjer, Kursgletsjer, Metaforgletsjer en Ponygletsjer.